# Samuel Echt
Samuel Echt (geboren 27. Juli 1888 in Norgau, Deutsches Reich; gestorben 11. Dezember 1974 in New York City) war ein deutschamerikanischer Pädagoge.

## Leben
Samuel Echt war von 1913 an Lehrer an der Bezirksknabenschule in Danzig und blieb dies auch, nachdem Danzig durch den Versailler Vertrag vom Deutschen Reich abgetrennt und zur Freien Stadt Danzig deklariert wurde. Echt war Mitglied im Central-Verein deutscher Staatsbürger jüdischen Glaubens und des ORT. Echt war in Danzig Mitglied der Repräsentativversammlung der Jüdischen Gemeinde und leitete bei der Jüdischen Centralwohlfahrtstelle die Wandererfürsorge.
Nach der Machtübergabe an die Nationalsozialisten im Deutschen Reich 1933 ergaben die Wahlen zum 5. Volkstag am 28. Mai 1933 eine absolute Mehrheit für die Nationalsozialisten, der Senat der Freien Stadt Danzig unterzog daraufhin die Schulen der Gleichschaltung und die jüdischen Schüler wurden unter Druck gesetzt. Der Vorstand der jüdischen Gemeinde gab daher das bis dahin unterstützte Prinzip der Simultanschule auf und vereinbarte mit dem nationalsozialistischen Senat die Gründung einer öffentlichen jüdischen Schule, mit deren Leitung Echt, der weiterhin im Danziger Schuldienst blieb, beauftragt wurde. Die „Jüdische Volksschule zu Danzig“ nahm zu Schuljahresbeginn 1934 mit 120 Abc-Schützen in drei Klassen den Unterricht auf, in der im  zweiten Schuljahr 1935 auch Hebräisch unterrichtet wurde, in der dritten Klasse Polnisch, in der vierten Englisch. Parallel dazu gründete die Studienassessorin Dr. Ruth Rosenbaum eine private Höhere Schule. Im April 1937 wurden alle jüdischen Schüler von den öffentlichen Schulen verwiesen und mussten in einer zusätzlichen Sammelklasse der Volksschule unterrichtet werden. Im Jahr 1937 wurden in der Volksschule 519 Schüler von 15 Lehrern unterrichtet, Rosenbaums höhere Schule zählte ebenfalls 15 Lehrer und 200 Schüler. Im April 1938 konnte die erste Schulentlassung gefeiert werden.
Im Jahr 1937 wurde Danzig trotz der Völkerbundsaufsicht der erste totalitäre nationalsozialistische Staat außerhalb des Reiches.  Als der Danziger Senat 1938 die Vertreibung der Juden mit massivem Druck forcierte, war Echt in der jüdischen Gemeinde maßgeblich an der Durchführung der Kindertransporte von Jugendlichen mit finanzieller Unterstützung des Joint Distribution Committees nach England beteiligt und begleitete am 3. Mai 1939 74 Kinder und am 5. Juli nochmals sechs Kinder nach England. Es gelang schließlich, fast die gesamte jüdische Jugend Danzigs zur Auswanderung zu bringen.
Echt emigrierte ebenfalls im Sommer 1939 nach Großbritannien und leitete in Birmingham zusammen mit seiner Frau ein Flüchtlingsheim. Nach dem Zweiten Weltkrieg 1948 wanderte er in die USA aus, wo er ebenfalls pädagogisch tätig war. Echt schloss 1964 in deutscher Sprache das Manuskript einer Geschichte der Juden in Danzig ab. Sie enthält auch seine Geschichte als Schulleiter und kam 1972 in Deutschland heraus.

## Schriften
- Die Geschichte der Juden in Danzig. Vorwort Erwin Lichtenstein. Rautenberg, Leer 1972, ISBN 3-7921-0095-9.
- Samuel Echt - Bernhard Kamnitzer collection, 1929–1950., bei Leo Baeck Institut, New York.